# Terence Brain
Terence John Brain (ur. 19 grudnia 1938 w Coventry) – brytyjski duchowny rzymskokatolicki, biskup diecezjalny Salford w latach 1997-2014. 

## Życiorys
Święcenia kapłańskie przyjął 22 lutego 1964 w archidiecezji Birmingham, udzielił ich mu Francis Joseph Grimshaw, ówczesny arcybiskup metropolita Birmingham. 5 lutego 1991 papież Jan Paweł II mianował go biskupem pomocniczym tej archidiecezji ze stolicą tytularną Amudarsa. Sakry udzielił mu 25 kwietnia 1991 arcybiskup Maurice Noël Léon Couve de Murville. 2 września 1997 papież przeniósł go na urząd biskupa diecezjalnego Salford, jego ingres do tamtejszej katedry odbył się 7 października 1997. 
30 września 2014 papież Franciszek przyjął jego rezygnację z urzędu złożoną ze względu na wiek.